# Santiria rubiginosa
Santiria rubiginosa är en tvåhjärtbladig växtart som beskrevs av Carl Ludwig von Blume. Santiria rubiginosa ingår i släktet Santiria och familjen Burseraceae.

## Underarter
Arten delas in i följande underarter:
- S. r. latipetiolata
- S. r. nana
- S. r. pedicellata